# Buzniw
Buzniw (ukrainisch Буцнів; russisch Буцнев Buznew, polnisch Bucniów) ist ein Dorf in der ukrainischen Oblast Ternopil mit etwa 1200 Einwohnern (2001).

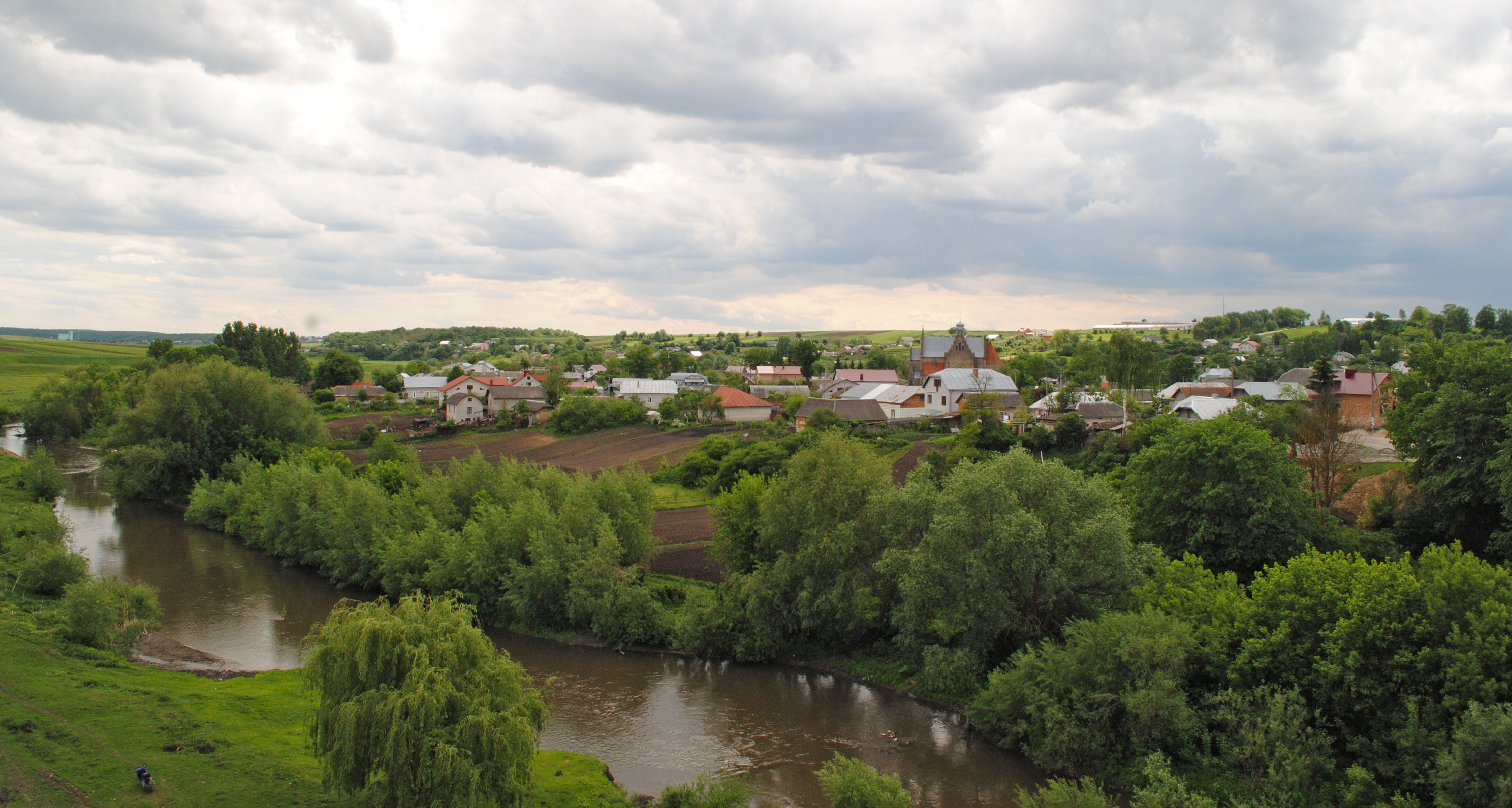
Blick auf den Seret bei Buzniw

Das erstmals 1504 schriftlich erwähnte Dorf liegt auf einer Höhe von 304 m an der Mündung des 18 km langen Bridok (Брідок) in den Seret, 10 km südlich vom Rajon- und Oblastzentrum Ternopil. In Buzniw gibt es eine Bahnstation an der Bahnstrecke Stryj–Ternopil.
Am 12. Juni 2020 wurde das Dorf ein Teil der Siedlungsgemeinde Welyka Beresowyzja im Rajon Ternopil, bis dahin bildete es zusammen mit dem Dorf Seredynky (Серединки) die Landsratsgemeinde Buzniw (Буцнівська сільська рада/Buzniwska silska rada) im Süden des Rajons Ternopil.

## Sehenswürdigkeiten
Buzniw besitzt zwei Architekturdenkmale: Zum einen, als Denkmal von nationaler Bedeutung, die Kirche der Unbefleckten Empfängnis der Jungfrau Maria aus dem Jahr 1744 und deren Glockenturm sowie das regionale Architekturdenkmal, die 1887/88 erbaute Kirche der Heiligen Apostel Peter und Paul. Außerdem besitzt die Ortschaft ein zwischen 1895 und 1897 errichtetes Eisenbahn-Viadukt über den Seret.

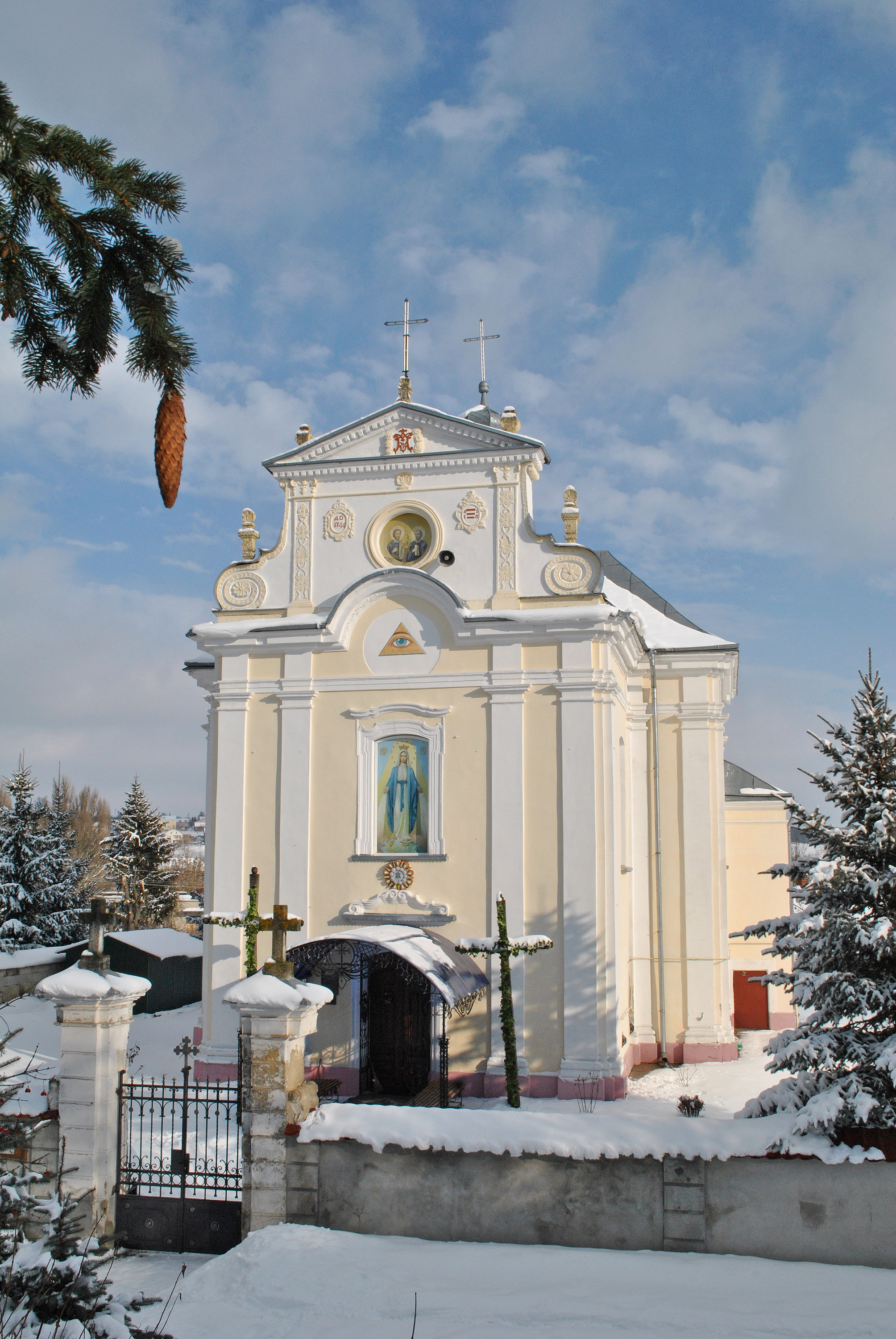
Kirche der Unbefleckten Empfängnis der Jungfrau Maria
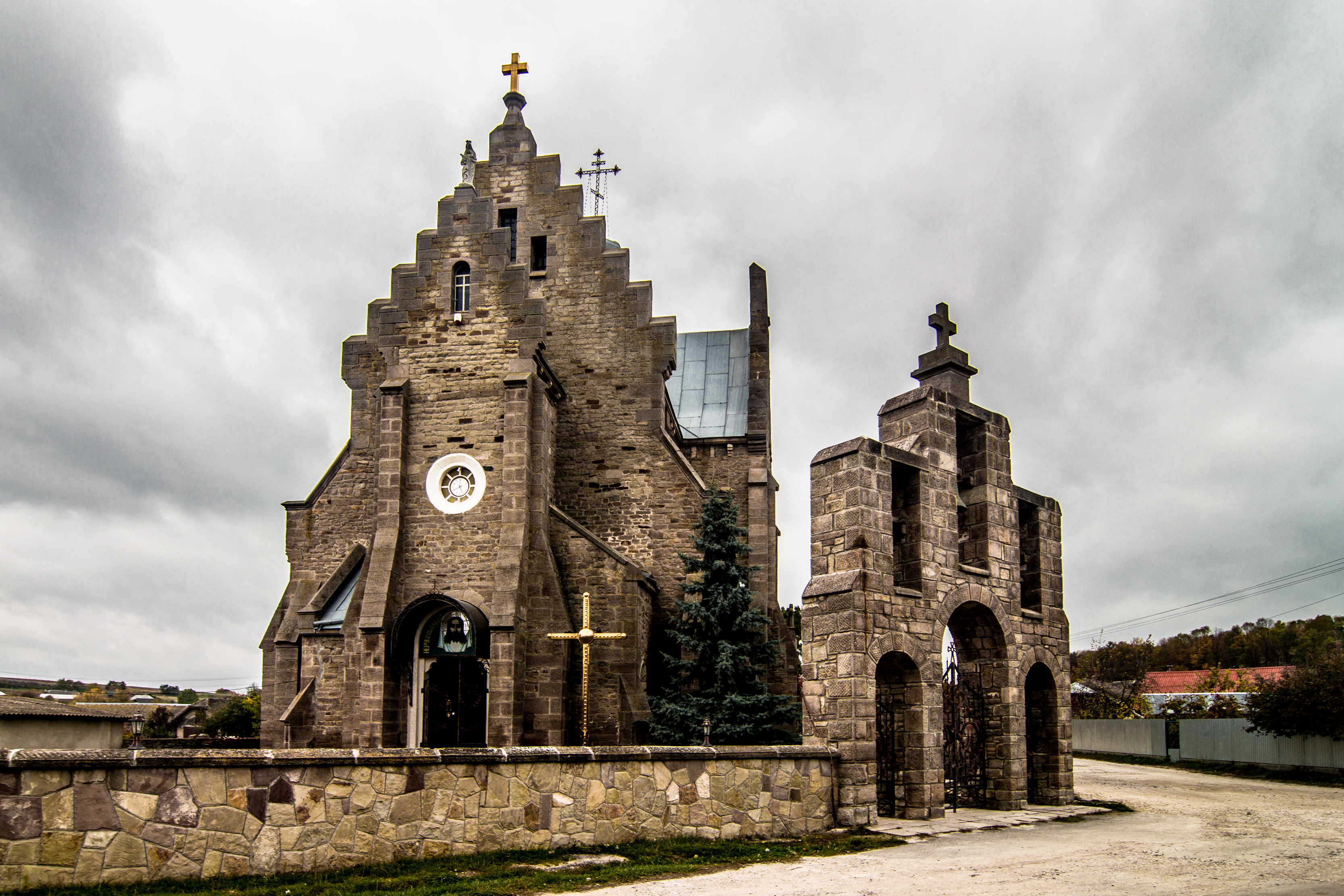
Kirche der Heiligen Apostel Peter und Paul
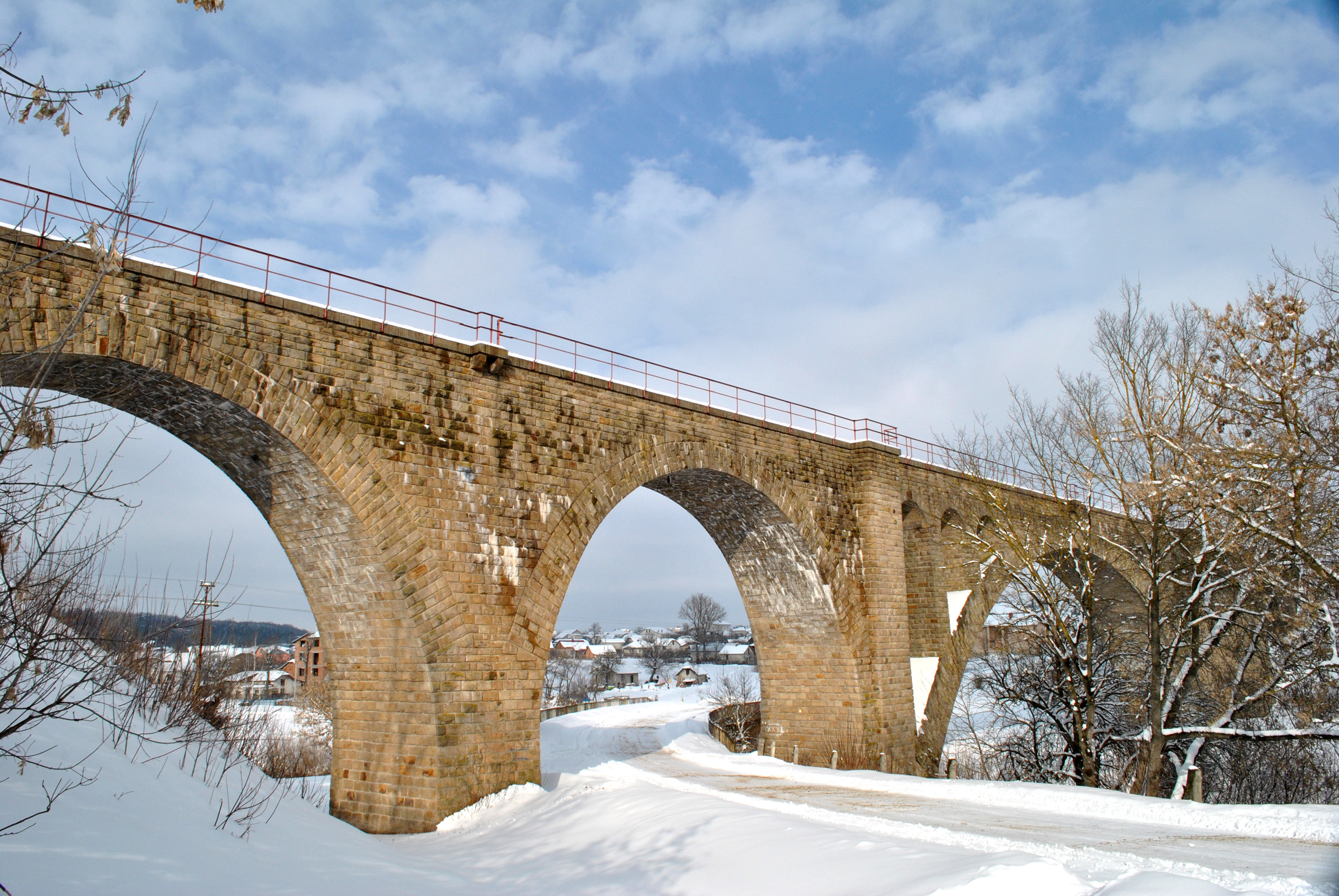
Eisenbahnviadukt über den Seret

## Persönlichkeiten
- Oleksandr Luschpynskyj (1878–1943), Architekt und Maler